# Made in (アルバム)
『Made in』（メイド イン）は、King & Princeの4枚目のオリジナル・アルバム。2022年6月29日にJohnnys' Universeから発売された。

## 解説
自身初となるドームツアー『King & Prince First DOME TOUR 2022 〜Mr.〜』の2022年4月16日・東京ドーム公演初日でのMCで本作の発売が発表された。
Made in JAPAN、Made in Johnny's、Made in King & Princeなど、それぞれのルーツを大切にしながら、自身が「今 目の前にいる人を幸せにする」ために、「今 自身ができること」をコンセプトに制作された。アーティスト写真およびジャケット写真は「暖簾」が共通テーマで、ジャニーズのエンターテイメントの伝統を継承しながらも、ファンだけでなく新しいお客様を迎え入れるという意味が込められている。初回限定盤Aのジャケットに写る5メートル×8.1メートルの巨大な暖簾の中央にある王冠を据えた家紋のようなマークは、メンバーそれぞれの名前から一文字を取って「紫」「廉」「海」「優」「勇」をデザイン化したものであることが明かされている。
1曲目に収録されている「ichiban」は、「俺らがNo.1だ！ついて来い！」と宣言する強気なグループの一面が見える楽曲となっているが、アルバムの方向性を指し示す楽曲を探していた際、元々KREVAを好きだった平野がイメージが合うのではないかと他のメンバーに提案し、リード曲として収録されることが決定した。KREVAとしてはメロディーがあるタイプの方がいいと思い最初に制作したものがあったが、平野側からKREVA自身で歌うような本当のラップの曲がほしいと言う要望を受け、新たに制作し直し、ichibanが誕生した。MVは満月のようなセット、竹やぶや赤い提灯など日本の美の世界観をバックに、HIPHOPに和のサウンドアレンジを加えた楽曲に合わせてメンバーがラップにも挑戦。これまでにない程の激しいダンスパフォーマンスも披露しているが、振付はTWICEなども手がけるRIEHATAが担当している。6月5日にMV (YouTube Edit) がグループの公式YouTubeチャンネルで公開されると、1日足らずで再生回数が100万回を突破し、6月15日には600万回再生を超えた。また、6月15日にはアルバムの発売を記念してKing & Prince Johnnys' Universe公式TikTokアカウントが開設され、「ichiban」を使ったハッシュタグチャレンジ「#ichiban」を開催。楽曲配信後13日間で3億回再生を突破し、国内アーティスト最速を記録した。その後も再生回数を伸ばし続け、2022年12月3日時点で再生回数11億回を突破している。
本作のテーマ曲としてメンバー5人で作詞・作曲した「Dream in」も収録。歌詞は夢をテーマに各々が現在と未来を見つめ直したエピソードを髙橋が中心となって書き上げ、楽曲はそのメッセージを伝えるにはどんな楽曲がふさわしいかを神宮寺が中心となってまとめ、それぞれの葛藤や弱さ、未来への願いを歌ったミディアム・バラードとして完成させた。楽曲は6月17日放送の永瀬のレギュラーラジオ『King & Prince 永瀬廉のRadio GARDEN』で初オンエアされた。
2022年7月30日より、本作を引っ提げた全国アリーナツアー『King & Prince ARENA TOUR 2022 〜Made in〜』を敢行。
5人体制としては最後のオリジナルアルバムとなった。

## リリース
初回限定盤A・初回限定盤B・通常盤の3形態で発売。CDの収録内容は通常盤のみ1曲多く、初回限定盤A・Bにそれぞれ異なる内容のDVDが付いている。
仕様・特典
- 初回限定盤A - 透明三方背ケース+トールサイズデジパック仕様、フォトブックレット（28P）、歌詞ブックレット
- 初回限定盤B - スリーブ箱、フォトブックレット（28P）、歌詞ブックレット
- 通常盤 - 歌詞フォトブックレット、ソロジャケット5種セット（初回プレスのみ）

先着外付け特典
- 初回限定盤A - ステッカーシート（A6サイズ）
- 初回限定盤B - クリアポスター（A4サイズ）
- 通常盤（初回プレスのみ）アクリルスマホスタンド

初回封入特典
視聴期間：2022年6月28日昼12:00 - 7月12日18:00
- 初回限定盤A - 動画A (「ichiban」Spesical Dance Clip) 視聴シリアルナンバー
- 初回限定盤B - 動画B (「Dream in」Another Recording) 視聴シリアルナンバー
- 通常盤 (初回プレスのみ) - 動画C（「バトル・オブ・バトラー！」Recording Movie) 視聴シリアルナンバー

## 収録曲
出典

### CD
※シングル曲の詳細はそのページを参照。
1. ichiban [4:20]
作詞・作曲・編曲：KREVA
本作のリードトラック[20]。HIPHOPサウンドに和のサウンドアレンジが加えられている[31]。
  - 『第73回NHK紅白歌合戦』歌唱曲[32]。
2. Last Train [3:51]
作詞：内田怜央、作曲・編曲：Kroi
3. 踊るように人生を。 [4:21]
作詞：MUTEKI DEAD SNAKE、作曲：MUTEKI DEAD SNAKE, 児山啓介、編曲：児山啓介、オーケストラアレンジ：村田陽一
  - 9thシングルの2曲目。
4. My Fair Lady [4:19]
作詞・作曲：youth case、編曲：CHOKKAKU
5. 僕の好きな人 [4:56] - 平野紫耀・髙橋海人・岸優太
作詞：YUUKI SANO, 羽柴純平、作曲：YUUKI SANO, 野口大志、編曲： 野口大志
切ない片想いを歌った青春のラブソング[31]。
6. Lovin' you [4:15]
作詞：YUUKI SANO, 柳川陽香、作曲：柳川陽香, YUUKI SANO、編曲：EFFY, 川端正美
  - 9thシングルの1曲目。
7. バトル・オブ・バトラー! [4:59]
作詞・作曲：前山田健一、編曲：大西省吾、ストリングスアレンジ：門脇大輔、ブラスアレンジ：中野勇介
8. Sunshine Days [4:58]
作詞：草川瞬、作曲・編曲：h-wonder、ブラスアレンジ：竹上良成
9. Started [4:56]
作詞：YU-G、作曲：SHIBU, YU-G、編曲：SHIBU
10. Let it out [3:11]
作詞：Komei Kobayashi、作曲：Albin Nordqvist, Atsushi Shimada、編曲：Atsushi Shimada
11. Doll [4:21] - 永瀬廉・神宮寺勇太
作詞・作曲：TOOBOE、編曲：TOOBOE, 川端正美
愛する人をガラスケースにしまっておきたいという重い愛情を歌った大人なラブソング[31]。
12. 桜Season -restart- [4:17]
作詞・作曲・編曲：三留一純
13. 恋降る月夜に君想ふ [4:29]
作詞：栗原暁 (Jazzin' park)、作曲：久保田真悟 (Jazzin' park), 栗原暁 (Jazzin' park)、編曲：久保田真悟 (Jazzin' park), ha-j
  - 8thシングル。
14. 気楽にやろうよ [3:46]
作詞・作曲：杉山勝彦、編曲：杉山勝彦, 石原剛志、ストリングスアレンジ：石原剛志
15. A Little Happiness [3:45]
作詞：miwaflower、作曲：Susumu Kawaguchi, Fredrik "Figge" Bostrom、編曲：Tomoki Ishizuka
16. Dream in [4:56]
作詞・作曲：King & Prince、編曲：Atsushi Shimada、ストリングアレンジ：門脇大輔
メンバー5人で作ったミディアム・バラード[31]。
17. RING DING DONG [3:22]
作詞：CLAUDE S.、作曲：Christofer Erixon, Ricardo Burgrust, Kento Takeda、編曲：Kento Takeda
通常盤のみ収録。

### DVD

#### 初回限定盤A
- 「ichiban」Music Video
- 「ichiban」Music VIdeo ソロアングルEdit
- 「ichiban」Behind the scene
KREVA立ち会いのもと行われたレコーディングやダンスリハーサル、ミュージックビデオ撮影風景などを収録[31]。

#### 初回限定盤B
- 『Made in』Behind the scene
ジャケット写真の撮影現場、レコーディング風景、「Dream in」などアルバムの楽曲についての個人インタビューなどを収録[31]。
- バトル・オブ・バトラー ★King of 執事の称号を勝ち獲るのは誰だ!!!!!?★
「King & Princeたるものいかなる状況でも気品高くあるべき！どんなお題にも凛とした佇まいでいられるか!?」というテーマで執事としての能力とホスピタリティーを競い合うバラエティ映像[31]。

## チャート成績
オリコンチャートでは、初週売上が前作『Re:Sense』の45.8万枚を上回る48.6万枚で、1stアルバム『King & Prince』から4作連続初週売上30万枚超えを記録した。これは宇多田ヒカル以来18年3か月ぶり、史上8組目であり、男性アーティストとしてはCHEMISTRY以来、18年4か月ぶり史上3組目である。